# Samara Airlines
Samara Airlines (En ruso: Самара авиакомпания) fue una aerolínea rusa basada en la ciudad de Samara, Rusia. Operaba vuelos regulares desde el Aeropuerto Internacional de Samara-Kurumoch hacia otros destinos en Rusia y en el extranjero (Principalmente países pertenecientes a la CIS), también operaba vuelos chárter a Austria, Chipre, Grecia, Israel, España, Turquía y los Emiratos Árabes Unidos. La aerolínea era miembro de la alianza AirUnion, la cual al desaparecer debido a problemas económicos, quebró también a Domodedovo Airlines, KrasAir, Omskavia, Sibaviatrans y la misma Samara Airlines.

## Historia
La aerolínea se fundó en 1991 como una división de Aeroflot en la ciudad de Kuybyshev (Actual Samara). Aeroflot-Kuybyshev operaba inicialmente con un único avión, un Antonov An-10. Su primera ruta fue entre las ciudades de Samara y Mineralnye Vody. 

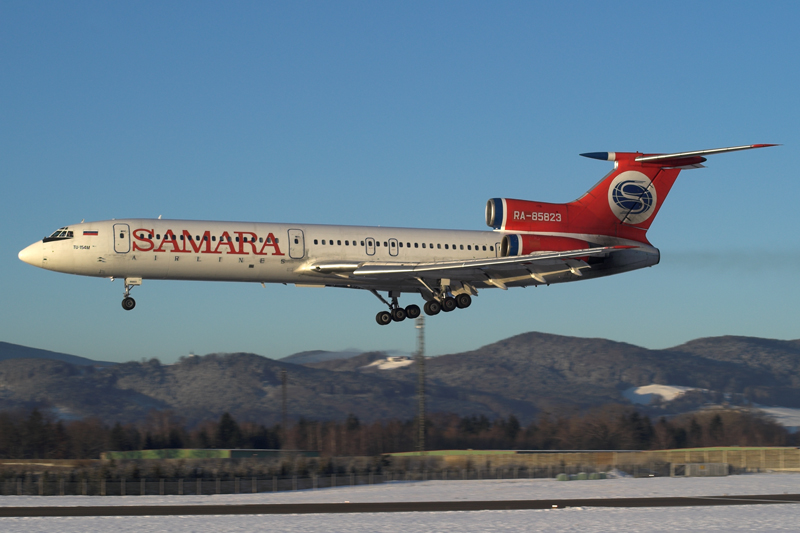
Tupolev Tu-154M de la compañía aterrizando en Fráncfort del Meno

Para 1963 la aerolínea ye tenía una flota de Antonov An-12 y ya habien recibido su primer Tupolev Tu-124. En 1962 se inauguró el actual aeropuerto base de la aerolínea, el Aeropuerto Internacional de Samara-Kurumoch. Los mejores años de la empresa fueron la década de los 70 y 80, cuando se integraron a la flota los más modernos aviones soviéticos; Yakovlev Yak-40, Tupolev Tu-134, Tupolev Tu-154 e Ilyushin Il-76 fueron integrados a la aerolínea en los 80. El primer Tupolev Tu-154 llegó a Samara en diciembre de 1974, e inicio a operar regularmente el 3 de enero de 1975, con vuelos de Samara a Leningrado. El 18 de mayo de 1984 llegó el primer Ilyushin Il-76 para la aerolínea, con este se empezaron las operaciones de carga hacia ciudades dentro de la URSS y otros estados socialistasde Europa.
En 1991 se produjo la caída del socialismo en Europa y la caída de la Unión Soviética. Aeroflot empezó a separarse, surgieron alrededor de 200 aerolíneas nuevas, entre ellas Samara Airlines, que se separó de Aeroflot en 1993. En 1994 la aerolínea ingreso a la IATA y se le asignó el código de E5, y en 1996 ingreso a la OACI donde se le asignó el código de BRZ. En 2005 la aerolínea pasó a formar parte de AirUnion, una alianza aérea presidida por el empresario Boris Abramovich. Durante este tiempo la aerolínea obtuvo una alza en sus ganancias y en su popularidad. En 2008 AirUnion quebró debido a problemas económicos, desapareciendo así a las aerolíneas que la conformaban; Domodedovo Airlines, KrasAir, Omskavia, Sibaviatrans y Samara Airlines desaparecieron.

## Destinos

### Domésticos
Rusia
- Anapa-Aeropuerto de Vítiazevo

- Arjánguelsk-Aeropuerto Internacional de Talagi

- Irkutsk-Aeropuerto Internacional de Irkutsk

- Kazán-Aeropuerto Internacional de Kazán

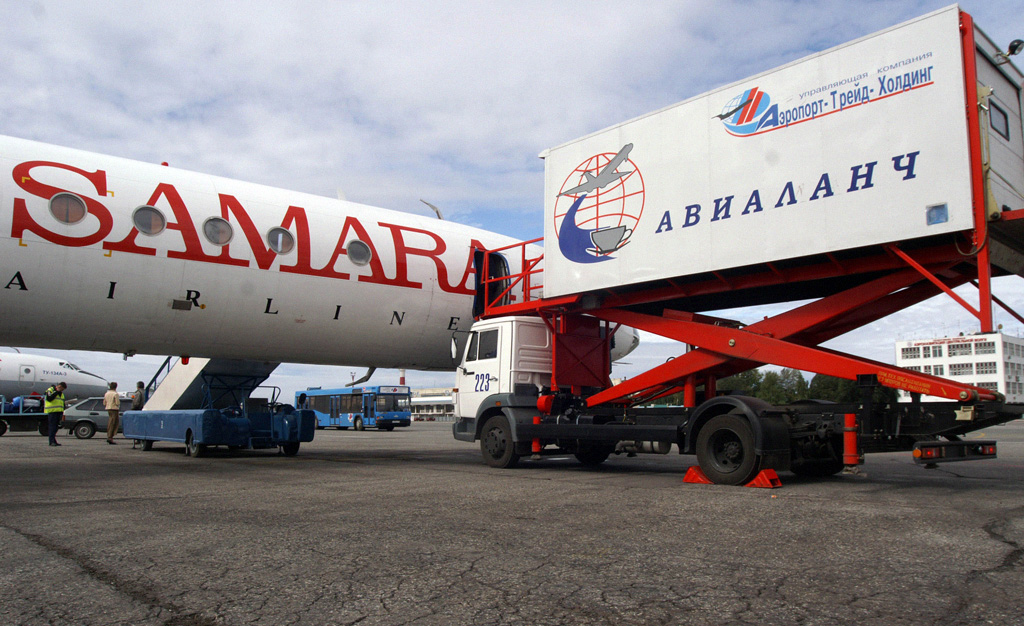
Tupolev Tu-134A de la compañía siendo cargado con la guarnición del vuelo

- Krasnodar-Aeropuerto Internacional de Krasnodar

- Krasnoyarsk-Aeropuerto Internacional de Krasnoyarsk-Yemelyanovo

- Mineralnye Vody-Aeropuerto de Mineralnye Vody

- Moscú-Aeropuerto de Moscú-Vnukovo

- Nadym-Aeropuerto de Nadym

- Nizhnevartovsk-Aeropuerto de Nizhnevartovsk

- Novosibirsk-Aeropuerto Internacional de Novosibirsk-Tolmachevo

- Novy Urengoy-Aeropuerto de Novy Urengoy

- Noyabrsk-Aeropuerto de Noyabrsk

- Samara-Aeropuerto Internacional de Samara-Kurúmoch

- Sochi-Aeropuerto Internacional de Sochi-Alder

- San Petersburgo-Aeropuerto de Púlkovo

- Ufa-Aeropuerto de Ufá

### Internacionales
Armenia
- Gyumri-Aeropuerto de Shirak

 Austria

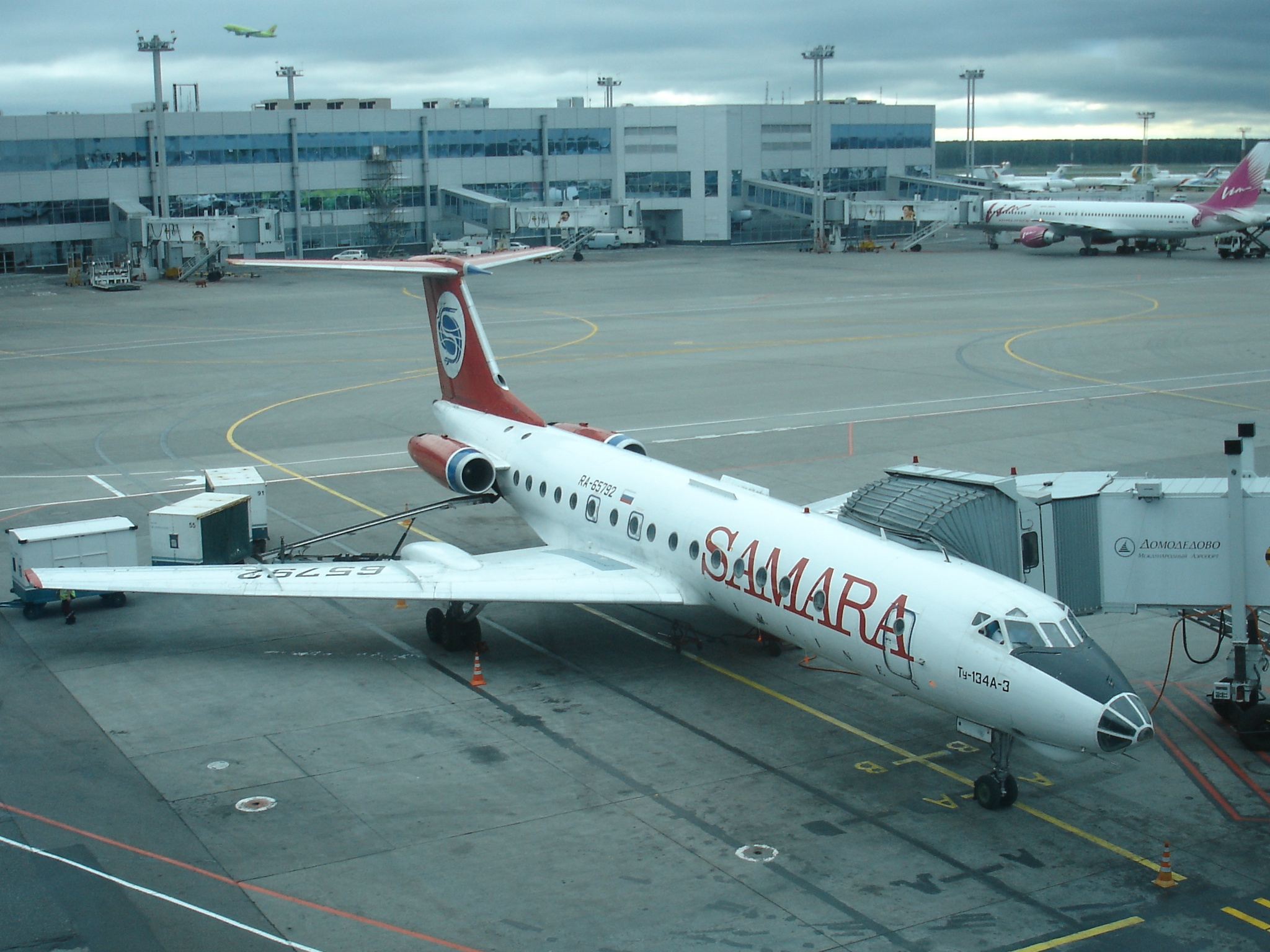
Tupolev Tu-134A de la compañía en el Aeropuerto de Moscú-Domodedovo

- Viena-Aeropuerto de Viena-Schwechat

 Azerbaiyán
- Bakú-Aeropuerto Internacional Heydar Aliyev

 República Checa
- Praga-Aeropuerto de Praga

 China
- Pekín-Aeropuerto Internacional de Pekín

 España
- Barcelona-Aeropuerto de El Prat

 Israel

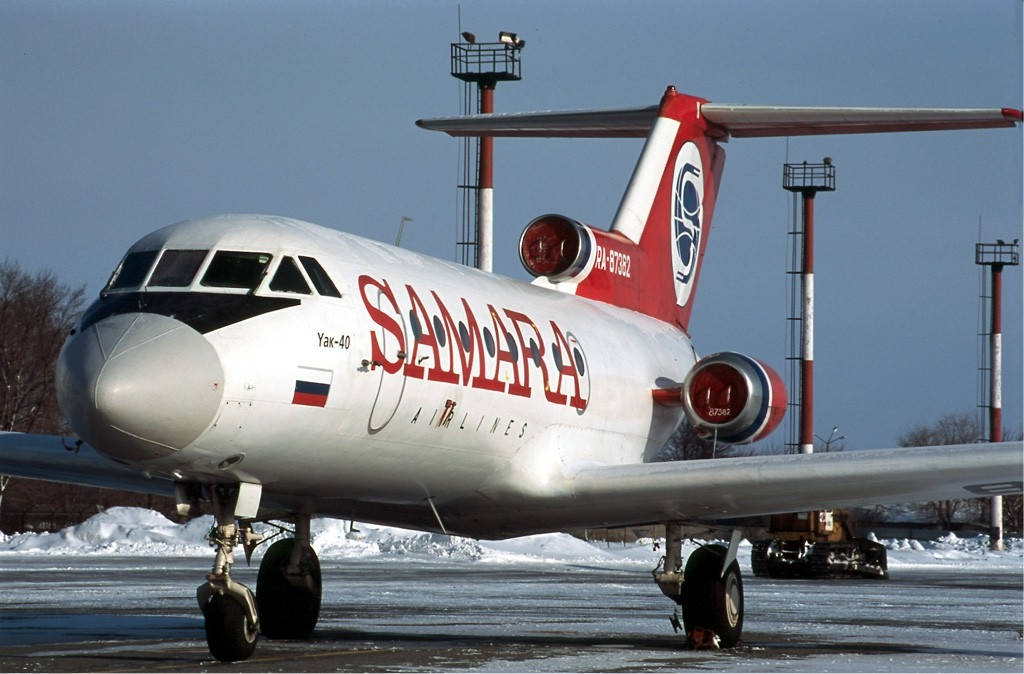
Yakovlev Yak-40 de la compañía en el Aeropuerto de Samara-Kurumoch

- Tel Aviv-Aeropuerto Internacional de Tel Aviv

 Kazajistán
- Almatý-Aeropuerto Internacional de Almatý

 Tayikistán
- Dusambé-Aeropuerto de Dusambé

- Khodjent-Aeropuerto de Khodjent

 Ucrania
- Kiev-Aeropuerto de Kiev-Boryspil

 Uzbekistán
- Bújara-Aeropuerto Internacional de Bujará

- Taskent-Aeropuerto Internacional de Taskent

## Flota

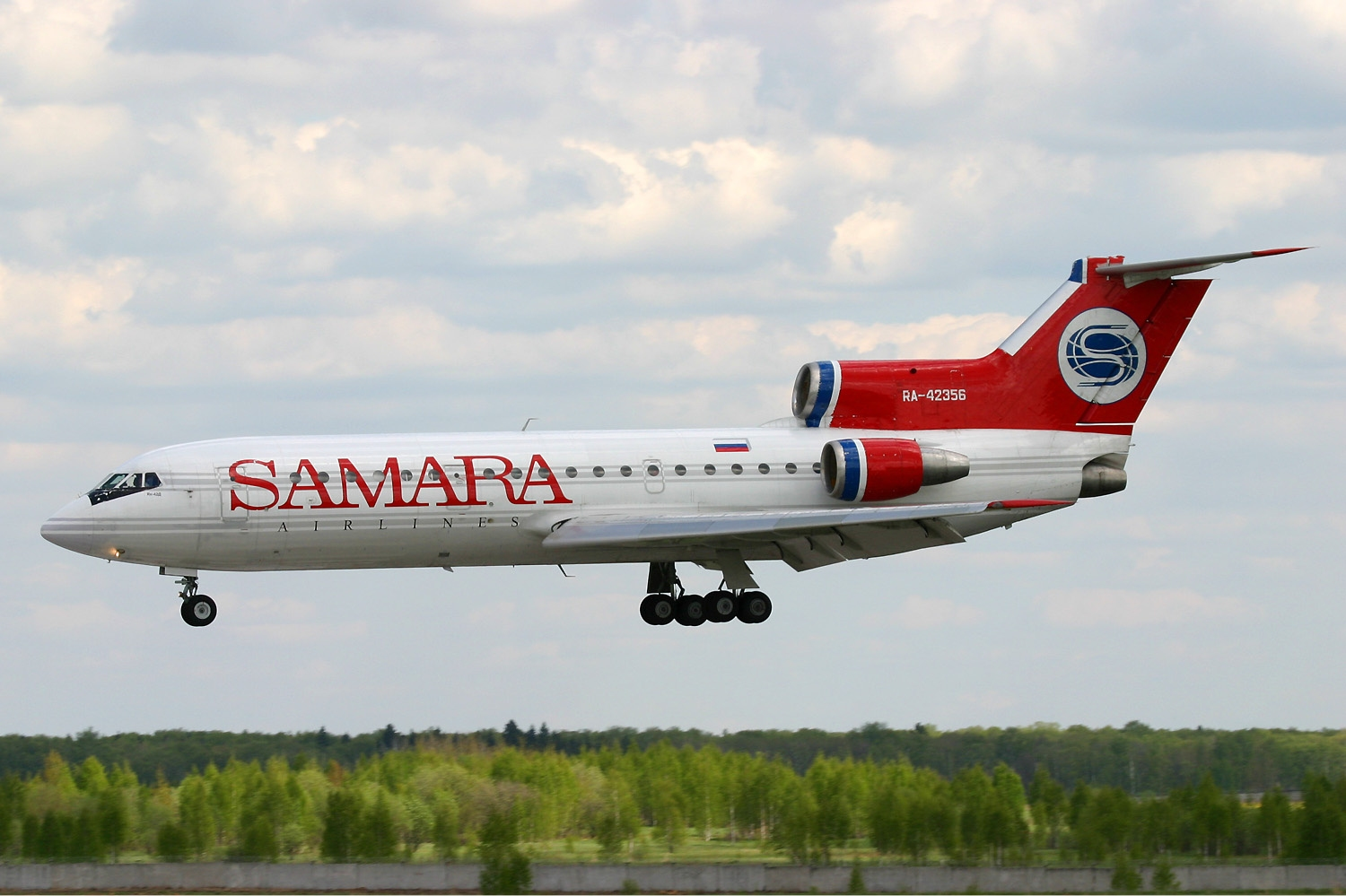
Yakovlev Yak-42 de la aerolínea aterrizando en Aeropuerto de Moscú-Domodedovo

Tras su quiebra, la mayoría de los aviones de la aerolínea pasaron a manos de S7 Airlines y Aviaenergo, otros fueron desguazados o almacenados en distintos aeropuertos en Rusia.